# Proceratophrys pombali
Proceratophrys pombali es una especie de anfibio anuro de la familia Odontophrynidae.

## Distribución geográfica
Esta especie es endémica del estado de São Paulo en Brasil. Se encuentra en Itanhaém y Santos.

## Descripción
El holotipo masculino mide 35,1 mm. Los machos miden de 31.9 a 44.0 mm y la hembra 33.8 mm.

## Etimología
Esta especie lleva el nombre en honor a José Perez Pombal Jr.

## Publicación original
- Mângia, Santana, Cruz & Feio, 2014 : Taxonomic review of Proceratophrys melanopogon (Miranda Ribeiro, 1926) with description of four new species (Amphibia, Anura, Odontophrynidae). Boletim do Museu Nacional, Nova Serie, Zoologia, vol. 531, p. 1–33[2]